# Acraea kaffana
Acraea kaffana är en fjärilsart som beskrevs av Rothschild 1902. Acraea kaffana ingår i släktet Acraea och familjen praktfjärilar. Inga underarter finns listade i Catalogue of Life.